# جنوبگاز
جنوبگاز، روستایی است از توابع بخش مرکزی در شهرستان دشتستان استان بوشهر ایران.

## جمعیت
این روستا در دهستان حومه دشتستان قرار داشته و براساس سرشماری سال ۱۳۹۵ جمعیت آن ۷۷نفر (۲۷خانوار) می‌باشد.